# زویا پیرزاد
زویا پیرزاد (ارمنی: Զոյա Փիրզադ؛ زاده ۱۹۵۲) داستان‌نویس ارمنی‌تبار اهل ایران است که سال ۲۰۰۱ (۱۳۸۰) با رمان چراغ‌ها را من خاموش می‌کنم جوایزی همچون بهترین رمان سال پکا، بهترین رمان سال بنیاد هوشنگ گلشیری، کتاب سال وزارت ارشاد جمهوری اسلامی و لوح تقدیر جایزه ادبی یلدا را به دست آورد و با مجموعه داستان کوتاه طعم گس خرمالو یکی از برندگان جشنواره بیست سال ادبیات داستانی در سال ۱۹۹۷ (۱۳۷۶) و جایزه «کوریه انترناسیونال» در سال ۲۰۰۹ شد. وی تمام آثارش را به فرانسوی ترجمه کرده است.
زویا پیرزاد نزد عموم با رمان‌های «چراغ‌ها را من خاموش می‌کنم» و «عادت می‌کنیم» شناخته می‌شود که بارها تجدید چاپ شده‌اند. مجموعه داستان‌های «طعم گس خرمالو»، «یک روز مانده به عید پاک» و «مثل همه عصرها» توسط نشر مرکز از این نویسنده منتشر شده‌اند. سه مجموعه داستان ذکر شده در سال‌های اخیر در یک جلد با عنوان «سه کتاب» منتشر شده است.
وی هم‌اکنون در آلمان سکونت دارد.

## زندگی
زویا پیرزاد در سال ۱۹۵۲م (۱۳۳۱ خ) در آبادان به دنیا آمد. در همان‌جا به مدرسه رفت و در تهران ازدواج کرد و دو پسرش ساشا و شروین را به دنیا آورد. زویا پیرزاد ساکن آلمان است.

## آثار
وی در سال ۱۹۹۱، ۱۹۹۷ و ۱۹۹۸ (۱۳۷۰، ۱۳۷۶ و ۱۳۷۷)، سه مجموعه از داستان‌های کوتاه خود را به چاپ رساند؛ مثل همه عصرها، طعم گس خرمالو و یک روز مانده به عید پاک مجموعه داستان‌های کوتاهی بودند که به دلیل نثر متفاوت خود مورد استقبال مردم قرار گرفتند.
اولین رمان بلند زویا پیرزاد، با نام چراغ‌ها را من خاموش می‌کنم در سال ۲۰۰۲ (۱۳۸۰) به چاپ رسید. داستان این رمان که با نثر ساده و روان نوشته شده است، در شهر آبادان دههٔ چهل خورشیدی می‌گذرد و شخصیت‌های داستان از خانواده‌های کارمندان و مهندسان شرکت نفت هستند که در محلهٔ بوارده جدا از بومیان آبادان زندگی می‌کنند.
زویا پیرزاد کتاب‌هایی نیز ترجمه کرده است، از جمله آلیس در سرزمین عجایب اثر لوئیس کارول و کتاب آوای جهیدن غوک که مجموعه‌ای است از هایکوهای شاعران آسیایی.

### مجموعهداستان کوتاه
این سه داستان در کتابی با عنوان سه کتاب گرد آمده‌اند.
- مثل همه عصرها
- طعم گس خرمالو (در فرانسه توسط نشر «زولما» منتشر شده است)
- یک روز مانده به عید پاک

### رمان
- چراغ‌ها را من خاموش می‌کنم که در مورد زندگی چند خانواده ارمنی ساکن آبادان است که اغلب کارمند شرکت نفت هستند. داستان به سبک زنانه و از زبان شخصیت اصلی داستان، زنی خانه‌دار به نام کلاریس بیان می‌شود و مشکلات و گرفتاری‌های همیشگی زن‌ها را سوژه نوشتن قرار می‌دهد.
- عادت می‌کنیم که زندگی «آرزو صارم» زن مطلقه و بچه‌داری است که دلش می‌خواهد بعضی وقت‌ها خودش را دوست بدارد و کاری که مطابق میل خودش است انجام دهد، نه هر کاری که دختر و مادرش می‌خواهند.

### ترجمه
زویا پیرزاد مترجم «آلیس در سرزمین عجایب» از لوییس کارول و «آوای جهیدن غوک» مجموعه‌ای از هایکوهای ژاپنی نیز هست.

## جایزه‌ها
- رمان چراغ‌ها را من خاموش می‌کنم، با نثر روان و ساده‌ای که داشت توانست جایزه‌های فراوانی دریافت کند که از آن جمله می‌توان به
  - جایزه بهترین رمان سال ۲۰۰۱ (۱۳۸۰) پکا،
  - جایزه بهترین رمان بنیاد هوشنگ گلشیری سال ۲۰۰۱ (۱۳۸۰)
  - کتاب سال وزارت ارشاد جمهوری اسلامی سال ۲۰۰۲ (۱۳۸۱)
  - و لوح تقدیر جایزه ادبی یلدا در سال ۲۰۰۱ (۱۳۸۰) اشاره کرد.
- داستان کوتاه طعم گس خرمالو برنده جایزه بیست سال ادبیات داستانی در سال ۱۹۹۷ (۱۳۷۶) شد.
- ترجمه فرانسوی داستان کوتاه طعم گس خرمالو برنده جایزه کوریه انترناسیونال در سال ۲۰۰۹ شد.[۱۱][۱۲]
- داستان یک روز مانده به عید پاک هم به زبان فرانسوی ترجمه و منتشر شده. این کتاب تشویق شده در هفتمین دوره کتاب سال ۱۹۹۹ (۱۳۷۸) نیز بوده است.
- دریافت نشان لژیون دونور از دولت فرانسه[۸][۱۳]

## برگردان آثار به زبان‌های خارجی
- (۲۰۰۲)، داستان «پرلاشز» (بر گرفته از کتاب «طعم گس خرمالو») در کتابی به نام «شام سرو و آتش»، توسط ایرانشناسی لهستانی «ایونا نوویسکا»، در آژانس انتشارات ملی  انتشارات کراکو KAW، به زبان لهستانی ترجمه شده است.
- «چراغ‌ها را من خاموش می‌کنم» به یونانی، انگلیسی، نروژی، آلمانی، فرانسوی، چینی و ترکی ترجمه و منتشر شده[۸]
- «طعم گس خرمالو» به اسلوونیایی، فرانسوی، گرجی، لهستانی و ژاپنی[۸]
- «عادت می‌کنیم» به فرانسوی، ایتالیایی و گرجی[۸]
- «مثل همه عصرها» (hy) به فرانسوی، گرجی و ارمنی[۸]
- «یک روز مانده به عید پاک» به انگلیسی، فرانسوی و گرجی ترجمه و منتشر شده‌اند.[۸]